# Jackey Jackey
Jackey Jackey (auch Jacky Jacky genannt, * um 1833 bei Muswellbrook, New South Wales, Australien; † 1854 in Australien) war ein Tracker (Fährtensucher) der Aborigines und ein Entdeckungsreisender, der als einziger die gescheiterte Expedition von Edmund Kennedy im Jahr 1848 überlebte.

## Frühes Leben
Er wurde als ein Mitglied eines Aborigines-Stamms im Merton-Gebiet bei Muswellbrook im Hunter Valley in New South Wales geboren. Im April 1848 wurde er, vermutlich im Alter von 14 Jahren, von dem Entdeckungsreisenden Edmund Kennedy als Teilnehmer auf seiner Expedition zur Cape-York-Halbinsel aufgenommen.

## Edmund-Kennedy-Expedition
Die Kennedy-Expedition, die entlang der Ostküste von der Rockingham Bay (nördlich von Hinchinbrook Island) bis nach Albany Island vor der Cape-York-Halbinsel führen sollte, scheiterte. Beteiligt an der Expedition waren Edward Kennedy, J. C. Blackett, E. Bigge, A. Johnson, T. Wall, W. Carron, C. Niblett, James Luff, Edward Taylor, William Costgan, William Goddart, Dunn und Jackey Jackey als einziger Aborigine.
Am 13. November 1848 verließen Kennedy, Jackey, Costigan, Dunn und Luff acht Mitglieder der Expedition unter Leitung von Carron in einem Camp an der Weymouth Bay. Im weiteren Expeditionsverlauf blieben Costigan, Dunn und Luff zurück und unweit der Spitze der Cape-York-Halbinsel versuchten Kennedy und Jackey alleine, das wartende Frachtschiff, das vor der Küste lag, zu erreichen. Dies gelang nicht, weil Sümpfe und undurchdringliche Mangrovenwälder sie daran hinderten. Kennedy und Jackey Jackey wurden am Escape River von lokalen Aborigines angegriffen, wobei Kennedy durch mehrere Speerwürfe getroffen wurde und an den Folgen starb. Jackey gelang es, trotz Lebensgefahr, Kennedy zu beerdigen und das Schiff – als einziger Überlebender – zu erreichen.
Im Mai 1849 war Jackey als Fährtensucher maßgeblich auf Suche nach dem Körper von Kennedy unter Führung von T. Beckford Simpson beteiligt. Die Expedition blieb ohne Ergebnis.

## Spätes Leben
Nach seiner Rückkehr wurde er durch den Gouverneur Sir Charles FitzRoy mit einer silbernen Breast plate geehrt.
Im Jahr 1850 kehrte Jackey zu seinem Stamm zurück. Anfang 1854 stürzte er auf einer Überlandreise betrunken in ein Campfeuer und starb an den Folgen.

## Nachleben
Nach seinem Tod erhielt er aufgrund seiner Leistungen während der Kennedy-Expedition mehrere Anerkennungen. Für ihn wurde ein Monument in der Nähe des Flughafens von Bamanga errichtet, ein kleiner Bach, der Jackey Jackey Creek, und 1972 das Flugfeld Jackey Jacky Airfield in Queensland wurden nach ihm benannt.